# Christiane Endler
Christiane Endler, född den 23 juli 1991 i Hijuelas, är en chilensk fotbollsspelare (målvakt) som spelar för Olympique Lyonnais och det chilenska landslaget. Hon har tidigare representerat bland annat Valencia och Chelsea LFC.
Endler representerade Chiles landslag i landets allra första världsmästerskap när de deltog i VM i Frankrike år 2019. Inför turneringen hade hon spelat 66 A-landskamper.